# Наталија Арсеновић Драгомировић
Наталија Арсеновић Драгомировић (Лесковац, 16. јануар 1886 — Београд, 28. јануар 1978) била је прва српска жена комедиограф.

## Биографија
Рођена је у Лесковцу, као најстарије дете лесковачког јорганџије Тасе Ђорђевића и његове супруге Јелене. У Лесковцу је завршила основну школу, а са 17 година упознала је студента фармације Љубишу Арсеновића, сина тадашњег управника града Београда, за кога се удала 1906. године. Следеће две године провела је у Бечу, где је њен супруг завршавао студије. Током Првог светског рата Љубиша се као санитетски официр повукао кроз Албанију у пратњи своје супруге, која је из Солуна отишла у Италију, а одатле у Париз код Љубишине сестре, Дане Агитоновић. Захваљујући Дани и њеним везама у високом друштву, Наталија је себи обезбедила пристојан живот у Паризу и прилику за познанством са многим утицајним људима. Током свог боравка у Паризу радила је у Централном одбору Црвеног Крста. У Паризу је отворила врата своје куће свим људима из Србије, избеглицама којима је била потребна помоћ и због тога су јој тепали “наша мајка”. У Југославију се вратила са супругом 1922. године, а 1924. године развела се и преудала за Миливоја Драгомировића из Новог Сада. Током периода проведеног у Паризу, добила је инспирацију за своје најпознатије дело „Лесковчани у Паризу“, гледајући како се у једном велеграду током рата сударало модерно са устајалом културом и примитивним схватањима људи избеглих из Лесковца. Комад је написан 1924/25. године, а извођен је у позориштима у Лесковцу, Сарајеву, Београду, Скопљу и Новом Саду. Поред овог дела написала је и „Удај ми жену“, „Капетан Милан“ и „Бисерну књегињу“. Неколико њених других дела страдало је у ратовима.

## „Лесковчани у Паризу”
„Лесковчани у Паризу“ је комад од пет чинова, а радња се одвија у Лесковцу и Паризу. Главни јунаци су лесковачки газда Копе и његов син Лека који учи за “инђилера” у Паризу. Једног дана у Лесковац стиже Лекино писмо у коме он обавештава породицу о намери да се ожени Францускињом Жежет, али газда Копе је одлучан да спречи Леку да се ожени туђом вером, те креће у Париз како би га лично одговорио од тога. Могло би се рећи да је лесковачка књижевница Држићеву комедију „Дундо Мароје“ оживела на лесковачки начин. Комад је писан прилично погрешним лесковачким жаргоном и с мало локалног колорита.